# Personaggi di Daredevil (serie televisiva)
Questa voce contiene un elenco dei personaggi presenti nelle serie televisive Daredevil e Daredevil - Rinascita.

## Panoramica
| Personaggio               | Interpretato da        | Apparizioni                         | Apparizioni           | Apparizioni           | Apparizioni           | Apparizioni           |
| Personaggio               | Interpretato da        | Prima                               | Daredevil             | Daredevil             | Daredevil             | Daredevil - Rinascita |
| Personaggio               | Interpretato da        | Prima                               | 1ª stagione           | 2ª stagione           | 3ª stagione           | 1ª stagione           |
| Personaggi principali     | Personaggi principali  | Personaggi principali               | Personaggi principali | Personaggi principali | Personaggi principali | Personaggi principali |
| ------------------------- | ---------------------- | ----------------------------------- | --------------------- | --------------------- | --------------------- | --------------------- |
| Matt Murdock Daredevil    | Charlie Cox            | Sul ring                            | Principale            | Principale            | Principale            | Principale            |
| Karen Page                | Deborah Ann Woll       | Sul ring                            | Principale            | Principale            | Principale            | Principale            |
| Foggy Nelson              | Elden Henson           | Sul ring                            | Principale            | Principale            | Principale            | Principale            |
| James Wesley              | Toby Leonard Moore     | Sul ring                            | Principale            | Non appare            | Non appare            | Non appare            |
| Leland Owlsley            | Bob Gunton             | Sul ring                            | Principale            | Non appare            | Non appare            | Non appare            |
| Wilson Fisk Kingpin       | Vincent D'Onofrio      | Sul ring                            | Principale            | Principale            | Principale            | Principale            |
| Claire Temple             | Rosario Dawson         | Un improbabile alleato              | Principale            | Principale            | Principale            | Non appare            |
| Vanessa Marianna-Fisk     | Ayelet Zurer           | Un coniglio in una tempesta di neve | Principale            | Non appare            | Guest                 | Ricorrente            |
| Ben Urich                 | Vondie Curtis-Hall     | Un coniglio in una tempesta di neve | Principale            | Non appare            | Non appare            | Non appare            |
| Frank Castle The Punisher | Jon Bernthal           | Bang!                               | Non appare            | Principale            | Non appare            | Principale            |
| Blake Tower               | Stephen Rider          | Cani a una sparatoria               | Non appare            | Principale            | Principale            | Non appare            |
| Elektra Natchios          | Élodie Yung            | Penny e decino                      | Non appare            | Principale            | Non appare            | Non appare            |
| Maggie Grace              | Joanne Whalley         | Resurrezione                        | Non appare            | Non appare            | Principale            | Non appare            |
| Ray Nadeem                | Jay Ali                | Resurrezione                        | Non appare            | Non appare            | Principale            | Non appare            |
| Benjamin "Dex" Poindexter | Wilson Bethel          | Ti prego                            | Non appare            | Non appare            | Principale            | Principale            |
| Personaggi ricorrenti     |                        |                                     |                       |                       |                       |                       |
| Paul Lantom               | Peter McRobbie         | Sul ring                            | Ricorrente            | Guest                 | Ricorrente            | Non appare            |
| Turk Barrett              | Rob Morgan             | Sul ring                            | Ricorrente            | Guest                 | Non appare            | Non appare            |
| Brett Mahoney             | Royce Johnson          | Sul ring                            | Ricorrente            | Ricorrente            | Ricorrente            | Non appare            |
| Carl Hoffman              | Daryl Edwards          | Sul ring                            | Ricorrente            | Non appare            | Non appare            | Non appare            |
| Christian Blake           | Chris Tardio           | Sul ring                            | Ricorrente            | Non appare            | Non appare            | Non appare            |
| Gao                       | Wai Ching Ho           | Sul ring                            | Ricorrente            | Guest                 | Non appare            | Non appare            |
| Nobu Yoshioka             | Peter Shinkoda         | Sul ring                            | Ricorrente            | Ricorrente            | Non appare            | Non appare            |
| Vladimir Ranskahov        | Nikolai Nikolaeff      | Sul ring                            | Ricorrente            | Non appare            | Non appare            | Non appare            |
| Josie                     | Susan Varon            | Un improbabile alleato              | Ricorrente            | Ricorrente            | Non appare            | Non appare            |
| Doris Urich               | Adriane Lenox          | "Rabbit in a Snowstorm"             | Ricorrente            | Non appare            | Non appare            | Non appare            |
| Mitchell Ellison          | Geoffrey Cantor        | "Rabbit in a Snowstorm"             | Ricorrente            | Ricorrente            | Ricorrente            | Non appare            |
| Shirley Benson            | Suzanne H. Smart       | "Rabbit in a Snowstorm"             | Guest                 | Guest                 | Non appare            | Non appare            |
| Elena Cardenas            | Judith Delgado         | Un mondo in fiamme                  | Ricorrente            | Non appare            | Non appare            | Non appare            |
| Marci Stahl               | Amy Rutberg            | Un mondo in fiamme                  | Ricorrente            | Guest                 | Ricorrente            | Non appare            |
| Stick                     | Scott Glenn            | Stick                               | Guest                 | Ricorrente            | Non appare            | Non appare            |
| Francis                   | Tom Walker             | Nell'ombra                          | Ricorrente            | Non appare            | Non appare            | Non appare            |
| Melvin Potter             | Matt Gerald            | Nell'ombra                          | Guest                 | Guest                 | Guest                 | Non appare            |
| Samantha Reyes            | Michelle Hurd          | Cani a una sparatoria               | Non appare            | Ricorrente            | Non appare            | Non appare            |
| Louisa Delgado            | Marilyn Torres         | Il meglio di New York               | Non appare            | Ricorrente            | Non appare            | Non appare            |
| Hirochi                   | Ron Nakahara           | Kinbaku                             | Non appare            | Ricorrente            | Non appare            | Non appare            |
| Stan Gibson               | John Pirkis            | Kinbaku                             | Non appare            | Ricorrente            | Non appare            | Non appare            |
| Benjamin Donovan          | Danny Johnson          | Sette minuti in Paradiso            | Non appare            | Guest                 | Ricorrente            | Non appare            |
| Nicholas Lee              | Stephen Rowe           | Resurrezione                        | Non appare            | Non appare            | Ricorrente            | Non appare            |
| Tammy Hattley             | Kate Udall             | Resurrezione                        | Non appare            | Non appare            | Ricorrente            | Non appare            |
| Seema Nadeem              | Sunita Deshpande       | Resurrezione                        | Non appare            | Non appare            | Ricorrente            | Non appare            |
| Sami Nadeem               | Noah Huq               | Resurrezione                        | Non appare            | Non appare            | Ricorrente            | Non appare            |
| Wellers                   | Matthew McCurdy        | Ti prego                            | Non appare            | Non appare            | Ricorrente            | Non appare            |
| Theo Nelson               | Peter Halpin           | Ti prego                            | Non appare            | Non appare            | Ricorrente            | Non appare            |
| Arinori                   | Don Castro             | Ti prego                            | Non appare            | Non appare            | Ricorrente            | Non appare            |
| Julie Barnes              | Holly Cinnamon         | Il castigo                          | Non appare            | Non appare            | Ricorrente            | Non appare            |
| Lim                       | Scotty Crowe           | Il castigo                          | Non appare            | Non appare            | Ricorrente            | Non appare            |
| Doyle                     | Richard Prioleau       | Il castigo                          | Non appare            | Non appare            | Ricorrente            | Non appare            |
| Johnson                   | David Anthony Buglione | Il castigo                          | Non appare            | Non appare            | Ricorrente            | Non appare            |
| O'Connor                  | Sam Slater             | Il castigo                          | Non appare            | Non appare            | Ricorrente            | Non appare            |
| Winn                      | Andrew Sensenig        | Sorprese                            | Non appare            | Non appare            | Ricorrente            | Non appare            |
| Felix Manning             | Joe Jones              | La partita perfetta                 | Non appare            | Non appare            | Ricorrente            | Non appare            |
| Mrs. Shelby               | Kelly McAndrew         | Conseguenze                         | Non appare            | Non appare            | Ricorrente            | Non appare            |
| Hector Ayala Tigre Bianca | Kamar de los Reyes     | Immagine Pubblica                   | Non appare            | Non appare            | Non appare            | Ricorrente            |
| Cherry                    | Clark Johnson          | Mezz'ora di Paradiso                | Non appare            | Non appare            | Non appare            | Ricorrente            |
| Daniel Blake              | Michael Gandolfini     | Mezz'ora di Paradiso                | Non appare            | Non appare            | Non appare            | Ricorrente            |

## Personaggi principali

### Matt Murdock / Daredevil
Matthew "Matt" Murdock, alias Daredevil (interpretato da Charlie Cox, doppiato da Francesco Pezzulli) è un avvocato cieco che di notte combatte il crimine nelle strade di Hell's Kitchen. Dotato di una percezione sensoriale acuitasi in modo soprannaturale dopo la perdita della vista, causata da un incidente con delle scorie a nove anni, Matt non è super forte né invulnerabile ma solo un uomo che si spinge tanto oltre il limite da venire definito dal pubblico "uomo senza paura" (The Man Without Fear), sebbene tale titolo non sia da intendere letteralmente in quanto, dentro di sé, prova molta paura e trova il modo per affrontarla, superarla e colpire attraverso esse; cosa che, unita alla sua forte fede cattolica, lo porta a servirsi nel corso della sua lotta al crimine di un costume ispirato all'iconografia cristiana del diavolo.

### Karen Page
Karen Page (interpretata da Deborah Ann Woll, doppiata da Eleonora Reti) è una donna dal passato burrascoso impiegata presso una società edilizia che, in seguito, scopre corrotta; il suo desiderio di fare giustizia la porta a conoscere Matt e Foggy, che la aiutano a portare a galla la verità offrendole poi di restare nello studio legale Nelson & Murdock come segretaria; dopo che i due chiudono la società viene assunta come cronista dal New York Bulletin.

### Foggy Nelson
Franklin Percy "Foggy" Nelson (interpretato da Elden Henson, doppiato da Luigi Morville) è Il migliore amico e socio di Matt. Conosciutisi alla Columbia University, i due sono divenuti inseparabili, hanno svolto l'apprendistato da avvocati insieme ed hanno successivamente fondato il loro studio legale: Nelson & Murdock. Nonostante l'amicizia tra lui e Matt venga messa in crisi quando Foggy scopre il suo segreto, alla fine riescono a riappacificarsi e collaborano per far arrestare Fisk ma, ad ogni modo, le loro divergenze li portano poi a chiudere la Nelson & Murdock e Foggy inizia a lavorare per Hogarth, Chao & Benowitz.

### Claire Temple
Claire Temple (interpretata da Rosario Dawson, doppiata da Francesca Fiorentini) è un'infermiera notturna di origini ispaniche che spesso opera clandestinamente le persone di Hell's Kitchen che non possono permettersi l'assistenza medica, in particolare gli immigrati. Scopre il segreto di Matt dopo averlo conosciuto e soccorso in seguito a una sparatoria divenendo, da allora, sua intima amica e alleata prestandogli, oltre che costanti cure mediche, anche il suo occhio critico in qualità di confidente. Scoperta la corruzione all'interno del Metro-General Hospital decide di licenziarsi.

### James Wesley
James Wesley (interpretato da Toby Leonard Moore, doppiato da Carlo Scipioni) è il braccio destro di Fisk nonché una delle pochissime persone che questi considera un amico. Estremamente legato e fedele al suo capo, quando Vanessa subisce un attentato finendo in ospedale, non volendo dargli ulteriori preoccupazioni rapisce personalmente Karen Page, che ha scoperto aver visitato la madre di Fisk, e la minaccia tanto violentemente da provocarle una crisi di nervi, all'apice della quale essa gli sottrae la pistola uccidendolo con tutti e sette i colpi dell'arma.

### Ben Urich
Benjamin "Ben" Urich (interpretato da Vondie Curtis-Hall, doppiato da Massimo Lopez) è un reporter del New York Bulletin. Noto per l'impeccabile etica professionale a prescindere dalle ritorsioni subite da lui e dai suoi cari nel corso degli anni, Urich indaga assieme a Matt, Foggy e Karen per smascherare Fisk; le sue indagini gli costano il licenziamento da parte del suo editore, Ellison (preoccupato per la sua incolumità), ma, non volendo demordere, tenta di pubblicare online quanto scoperto dalla madre di Fisk sul conto dell'uomo. Il criminale tuttavia, saputo che Urich ha coinvolto l'amatissima madre all'interno della faccenda, irrompe nel suo appartamento uccidendolo.

### Leland Owlsley
Leland Owlsley (interpretato da Bob Gunton, doppiato da Ambrogio Colombo) è un potente uomo d'affari alleato di Fisk e incaricato di gestire il traffico di denaro sporco di tutta la sua organizzazione criminale come una sorta di "contabile". Considerando la relazione tra il suo capo e Vanessa come un segno di debolezza, cospira con Madame Gao per assassinarla ma, fallito il tentativo, viene smascherato e tenta di estorcere denaro a Fisk per lasciare la città prima che la situazione col "vigilante" si complichi; per tutta risposta, però, il boss criminale lo uccide.

### Vanessa Marianna
Vanessa Marianna (interpretata da Ayelet Zurer, doppiata da Claudia Razzi) è la curatrice di una galleria d'arte e interesse sentimentale di Wilson Fisk. Sebbene sia al corrente delle attività criminali dell'uomo, lo accetta per quello che è ispirandolo e dandogli conforto nei momenti di difficoltà, tanto che, poco prima di venire arrestato, questi le propone di sposarlo e, in seguito, la fa portare in salvo fuori dalla città chiedendole di aspettare il suo ritorno.

### Wilson Fisk / Kingpin
Wilson Grant Fisk, detto Kingpin (interpretato da Vincent D'Onofrio, doppiato da Luca Ward) è un potente signore del crimine che si serve di una facciata da uomo d'affari e filantropo convinto di poter salvare Hell's Kitchen impadronendosene blocco per blocco, cosa che lo porta a scontrarsi con Daredevil. Concepito nella speranza che possa rappresentare la "versione definitiva" del personaggio, Fisk è rappresentato contemporaneamente come «un bambino e un mostro» le cui azioni sono tutte derivanti da un profondo, seppur contorto, senso della morale. Terminata la prima stagione, le sue reali attività vengono esposte al pubblico e, dopo uno scontro con Daredevil, viene rinchiuso nel carcere di Ryker's Island da cui, tuttavia, continua a esercitare una forte posizione di potere sulla criminalità.

### Frank Castle / The Punisher
Frank Castle, alias The Punisher (interpretato da Jon Bernthal, doppiato da Simone D'Andrea) è un veterano di guerra pluridecorato dello U.S. Marine Corps divenuto spietato vigilante in seguito al brutale omicidio della sua famiglia; determinato a ripulire dal crimine le strade di Hell's Kitchen a qualunque costo, per compiere la sua missione, a differenza di Daredevil, adotta soprattutto tecniche letali.

### Elektra Natchios
Elektra Natchios (interpretata da Élodie Yung, doppiata da Monica Vulcano) è una ninja greca addestrata sin dall'infanzia da Stick che, in seguito, l'ha fatta crescere da una coppia di ambasciatori così che poi conoscesse Matt e iniziasse una relazione con lui per portarlo dalla parte dei Casti; abbandonato l'incarico dopo essersene veramente innamorata, Elektra scompare per anni dalla vita di Matt per poi ritornare, aiutarlo ad affrontare la Mano e sacrificarsi per salvargli la vita, sebbene in seguito il suo cadavere venga riesumato dalla setta ninja.

### Blake Tower
Blake Tower (interpretato da Stephen Rider, doppiato da Andrea Lopez) è il viceprocuratore distrettuale di New York che, nonostante la fedeltà per il suo capo, Samantha Reyes, aiuta Daredevil passandogli informazioni per rintracciare i criminali.

### Suor Maggie
Suor Maggie (interpretata da Joanne Whalley) è una suora che cura e aiuta Daredevil dopo essere stato ferito e conosce la sua identità. In seguito si scoprirà essere la madre.

### Benjamin "Dex" Pointdexter
Benjamin "Dex" Pointdexter (interpretato da Wilson Bethel) è un agente dell'FBI che salva la vita a Fisk e in seguito ci instaura un rapporto di amicizia, è innamorato di una donna, ma quando quest'ultima viene uccisa da Fisk, Dex cerca di uccidere Vanessa ma viene messo al tappeto da Kingpin e Daredevil.

### Rahul "Ray" Nadeem
Rahul "Ray" Nadeem (interpretato da Jay Ali) è un agente dell'FBI incaricato di far parlare Fisk, viene incastrato da quest'ultimo e costretto a eseguire i suoi ordini, alla fine si ribella e per questo viene ucciso da Dex.

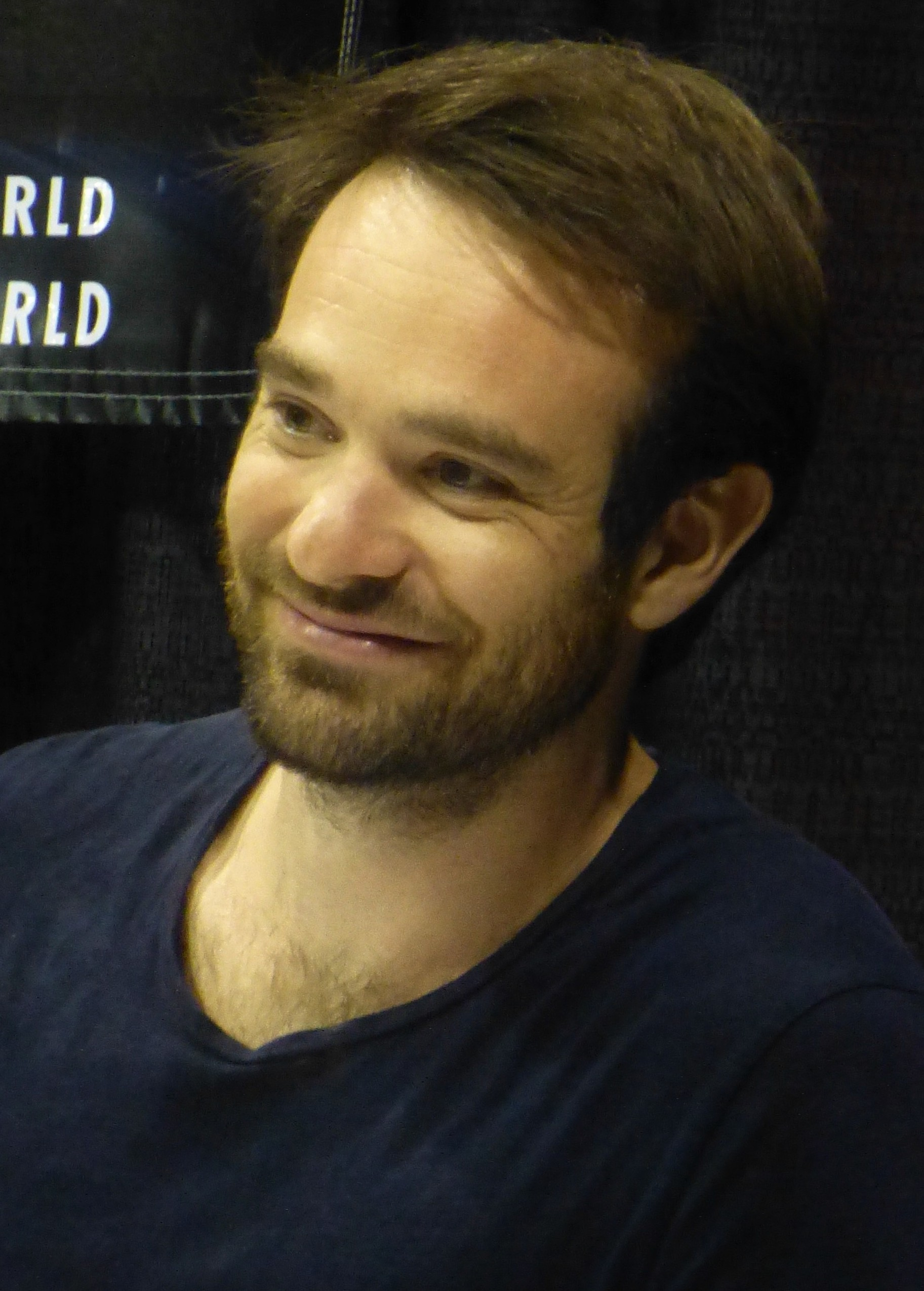
Charlie Cox interpreta Matt Murdock / Daredevil
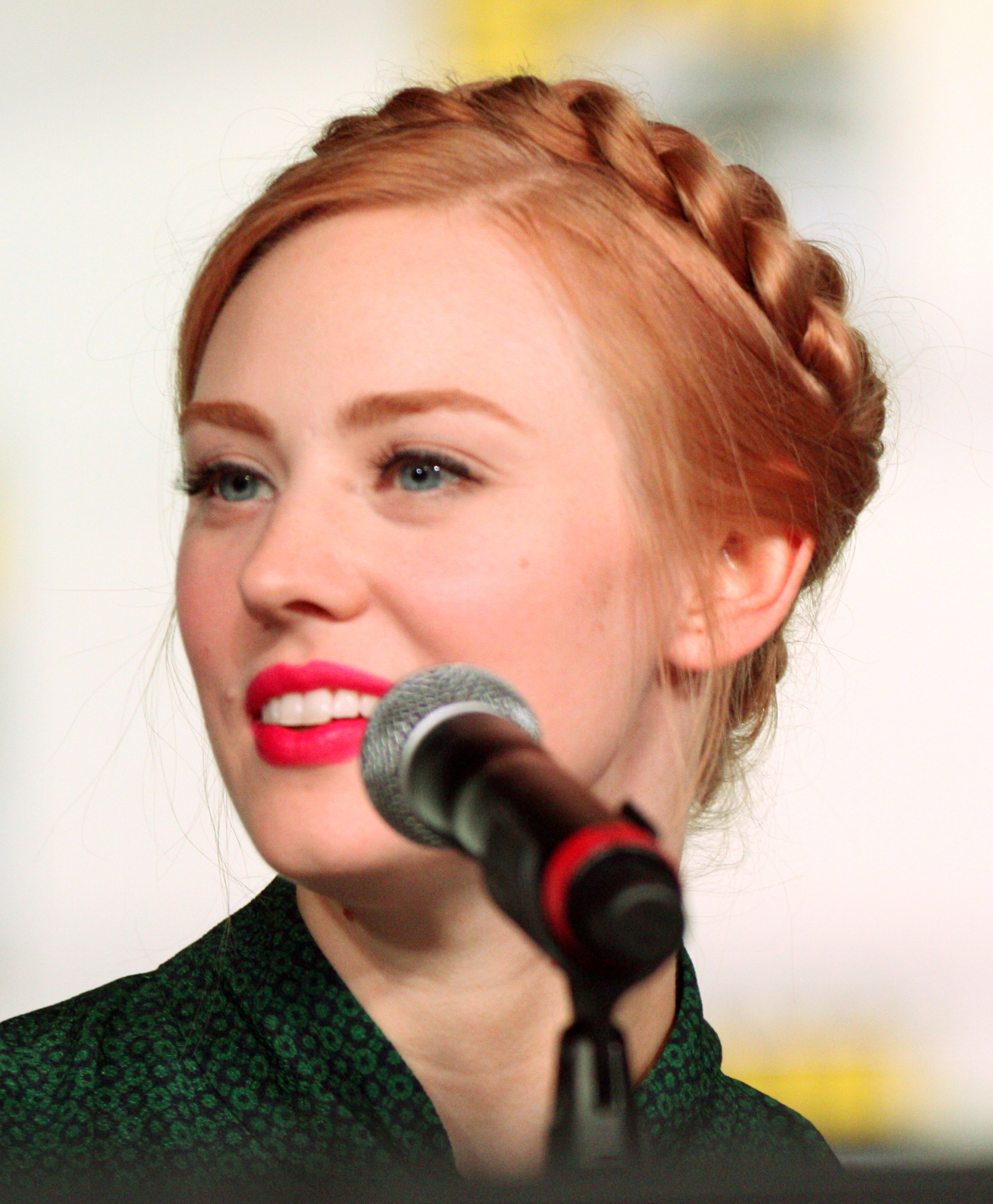
Deborah Ann Woll interpreta Karen Page
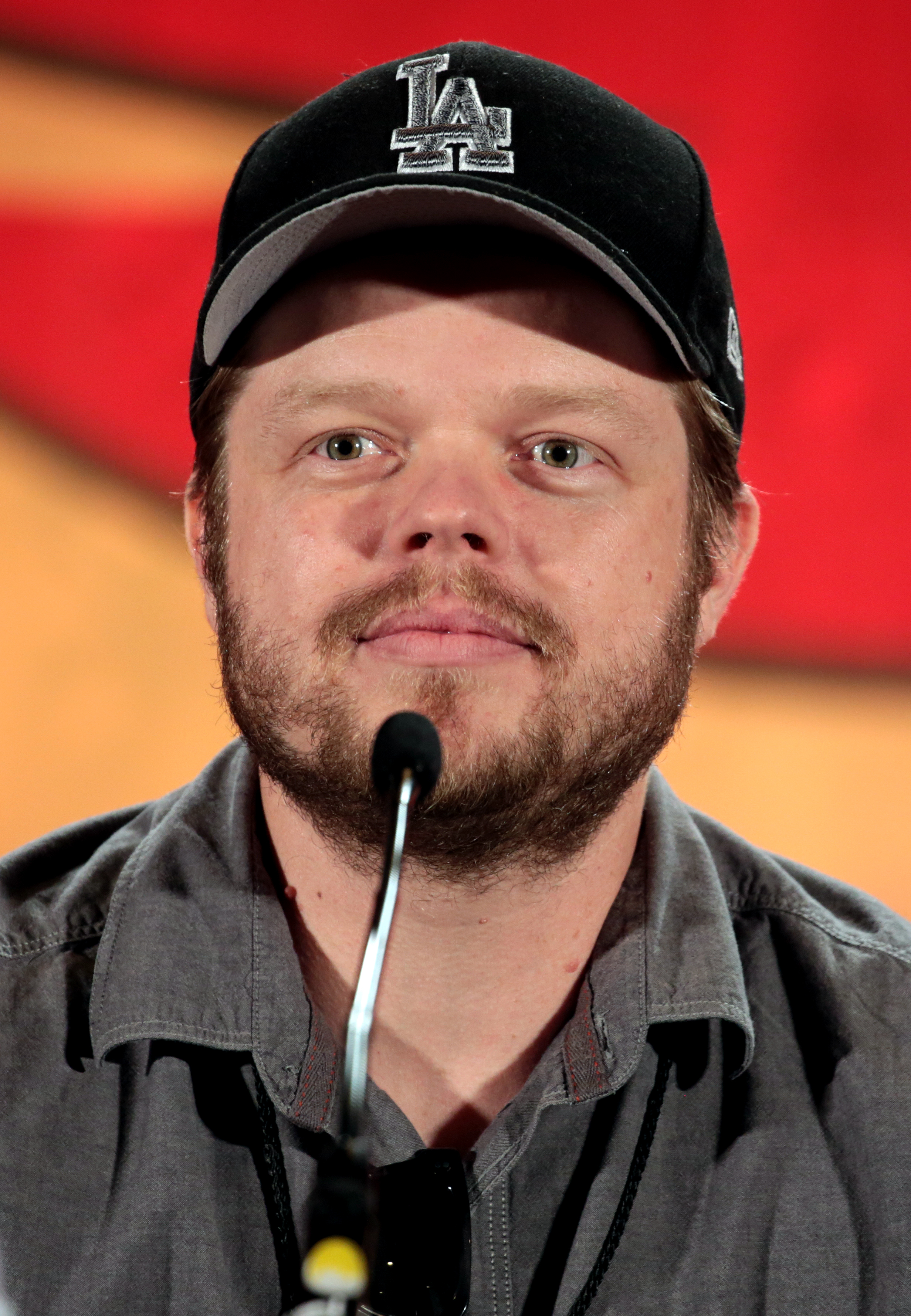
Elden Henson interpreta Foggy Nelson
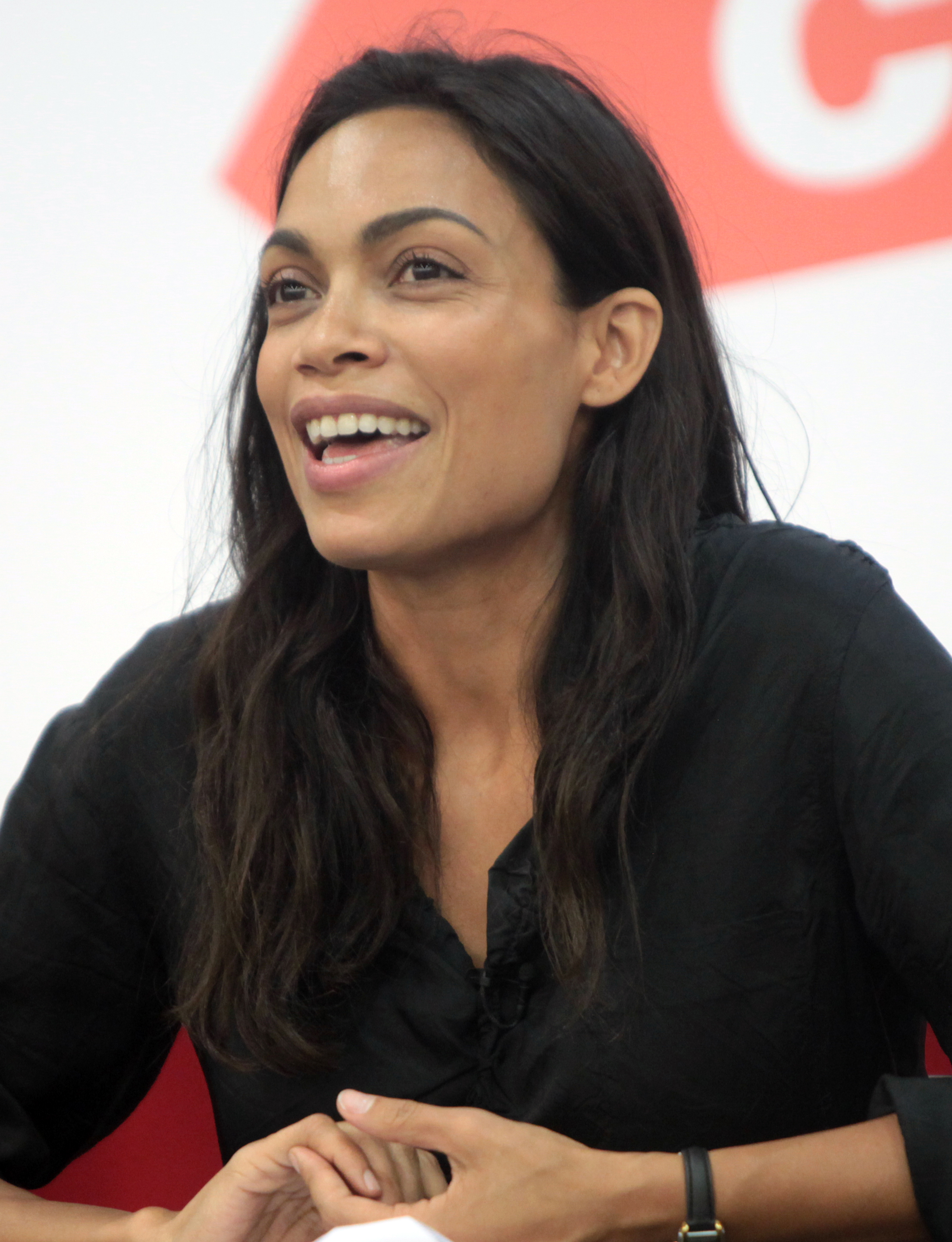
Rosario Dawson interpreta Claire Temple
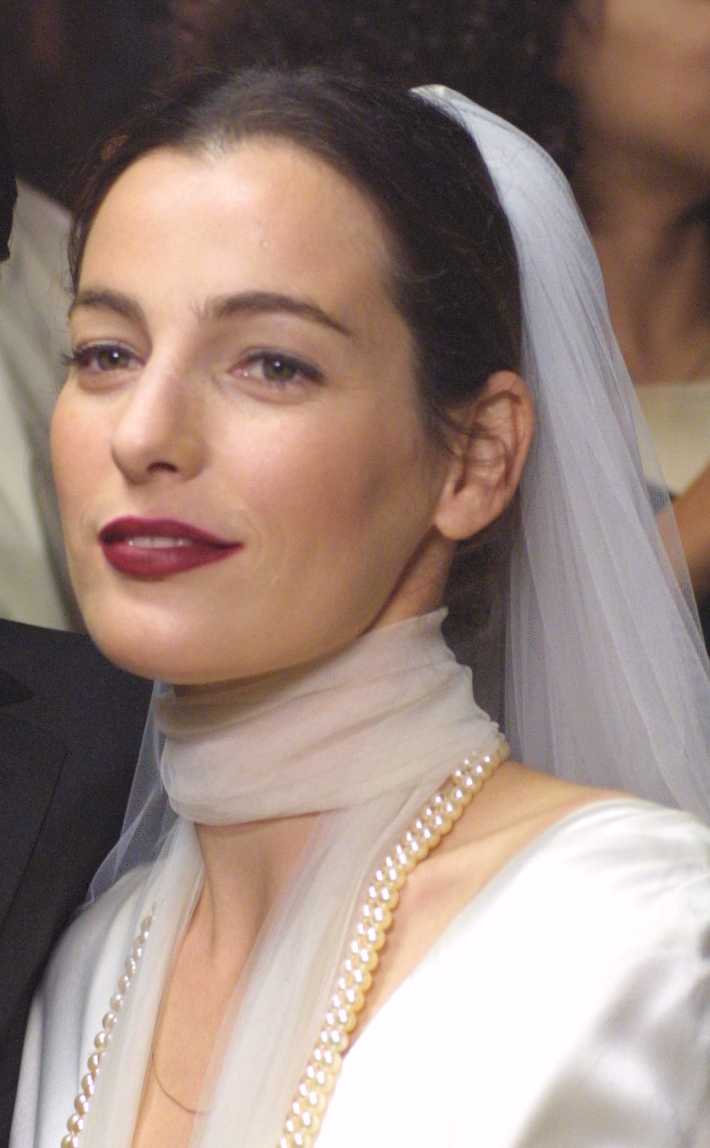
Ayelet Zurer interpreta Vanessa Marianna
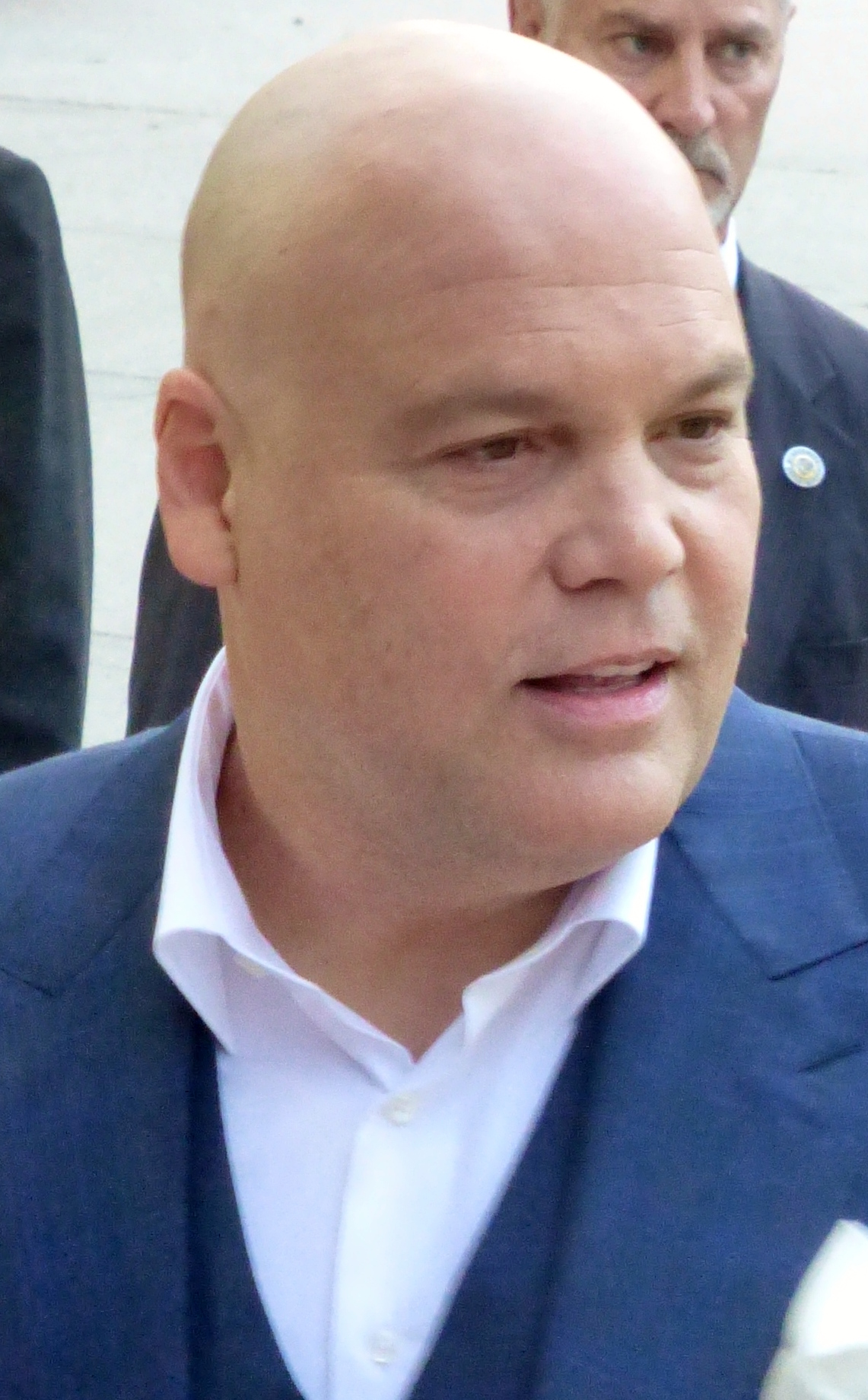
Vincent D'Onofrio interpreta Wilson Fisk / Kingpin
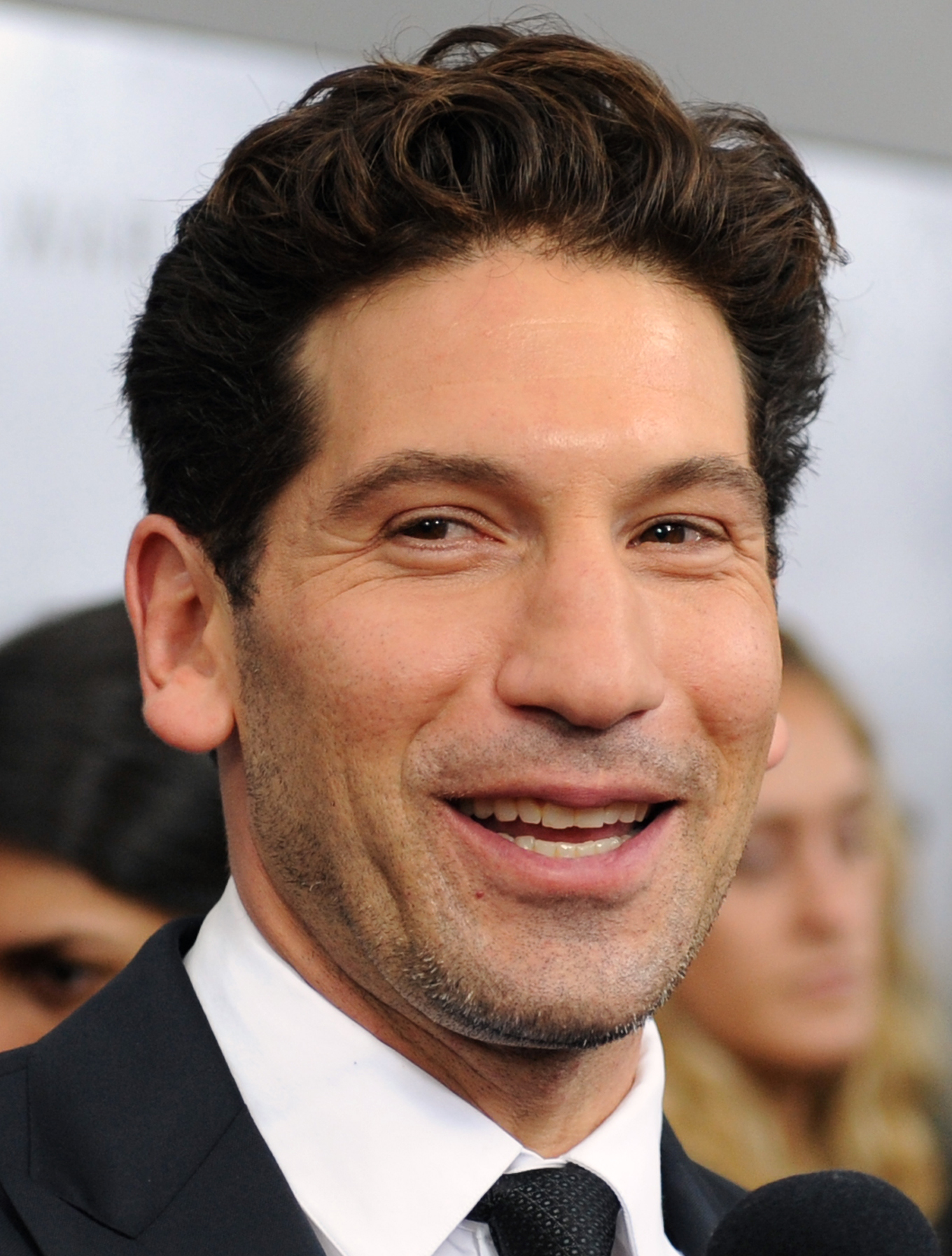
Jon Bernthal interpreta Frank Castle / Punisher
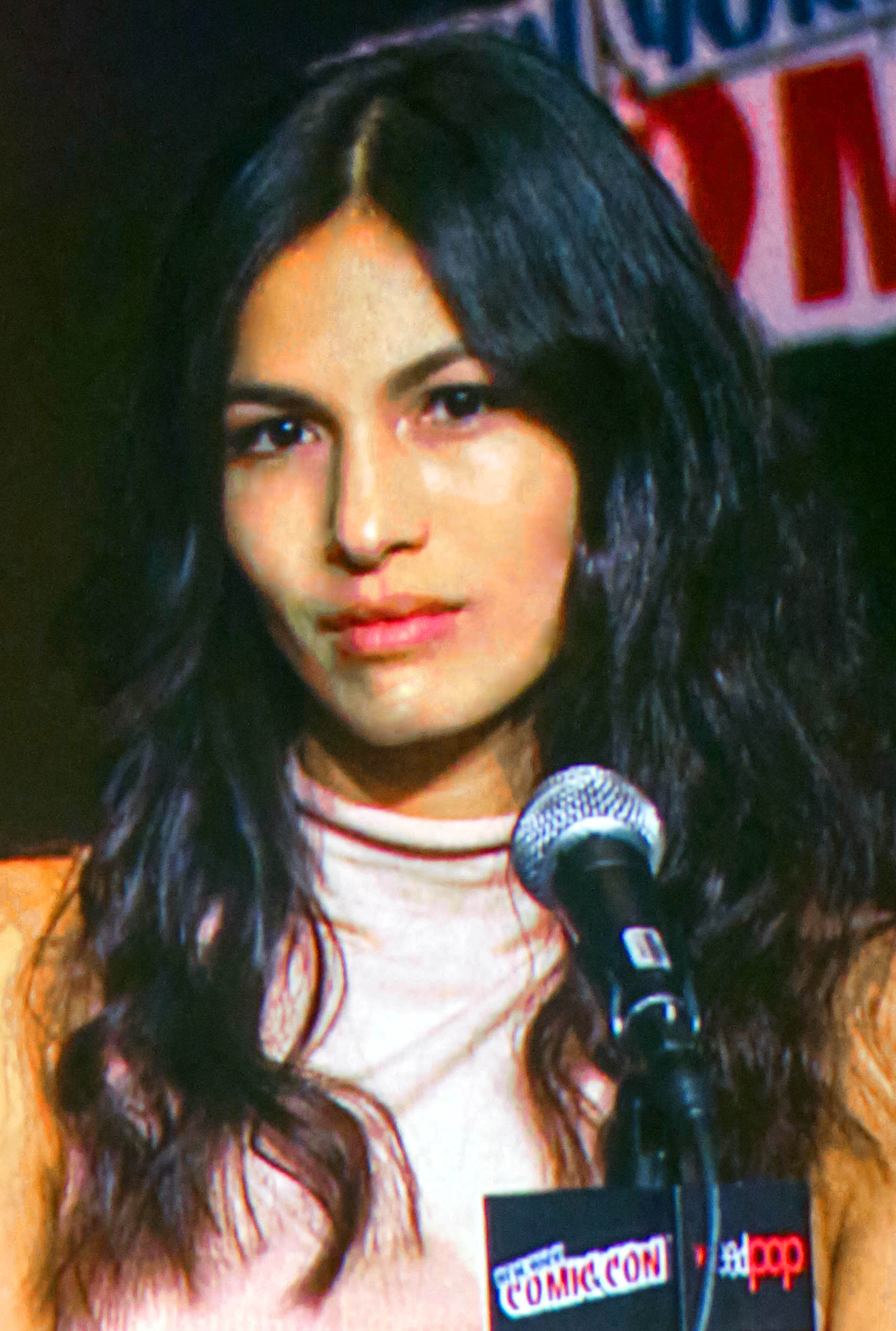
Élodie Yung interpreta Elektra Natchios

## Personaggi ricorrenti
Elenco dei personaggi che sono apparsi nella serie in ruoli ricorrenti e significativi.

### Introdotti nella prima stagione

#### Lantom
Padre Lantom (interpretato da Peter McRobbie, doppiato da Oliviero Dinelli) è un prete cattolico da cui Matt Murdock si va regolarmente a confessare.

#### Turk Barrett
Turk Barrett (interpretato da Rob Morgan, doppiato da Metello Mori) è un criminale di Hell's Kitchen che lavora per Fisk. Impegnato principalmente nel traffico di armi e esseri umani, Turk ha numerosi scontri col "vigilante" e, al termine della prima stagione, esattamente come il suo capo, viene arrestato e imprigionato a Ryker's Island sebbene poi ritorni a piede libero.

#### Brett Mahoney
Brett Mahoney (interpretato da Royce Johnson, doppiato da Andrea Moretti) è un sergente del 15º distretto di polizia di New York amico d'infanzia di Matt e Foggy nonché, in seguito, alleato di Daredevil che fa in modo gli venga assegnato il merito della cattura di Punisher portandolo a venire promosso detective.

#### Gao
Madame Gao (interpretata da Wai Ching Ho, doppiata da Graziella Polesinanti) è una potente signora della droga cinese alleata di Fisk. Considerando la relazione tra questi e Vanessa come un segno di debolezza, cospira con Leland Owlsley per assassinarla ma, fallito il tentativo, decide di lasciare la città prima che la situazione degeneri per poi fare ritorno e rifugiarsi a Chinatown.

#### Nobu
Nobu Yoshioka (interpretato da Peter Shinkoda) è un uomo d'affari giapponese alleato di Fisk e membro della Mano. Stanco delle continue intromissioni del "Diavolo di Hell's Kitchen" nei suoi misteriosi progetti, tenta di ucciderlo personalmente ma finisce col venire accidentalmente ucciso e carbonizzato nello scontro. Nella seconda stagione viene resuscitato grazie ai riti arcani della setta ninja, affronta Daredevil ed Elektra e viene nuovamente ucciso da Stick.

#### Vladimir Ranskahov
Vladimir Ranskahov (interpretato da Nikolai Nikolaeff, doppiato da Stefano Brusa) è un mafioso russo desideroso di farsi un nome negli Stati Uniti assieme al fratello Anatoly. Affiliatisi all'organizzazione di Fisk, quando i loro affari subiscono una serie di danneggiamenti a opera del "vigilante", Anatoly si reca a chiedere aiuto al boss venendo ucciso; ciò spinge Vladimir a iniziare una guerra morendo in uno scontro a fuoco.

#### Josie
Josie (interpretata da Susan Varon) è la proprietaria del malfamato Josie's Bar, un locale frequentato da Matt, Foggy, Karen e anche da diversi ex-criminali che ora cercano di "rigare dritto".

#### Doris Urich
Doris Urich (interpretata da Adriane Lenox, doppiata da Alessandra Cassioli) è la moglie di Ben Urich. Gravemente malata è degente presso il Metro-General Hospital nonostante l'assicurazione sanitaria non le paghi le spese e la situazione finanziaria renda difficile al marito il potersi permettere le sue cura. Dopo che Ben viene ucciso da Fisk riesce, grazie a un'assicurazione sulla vita stipulata anni prima, a risolvere la situazione medica della moglie.

#### Mitchell Ellison
Mitchell Ellison (interpretato da Geoffrey Cantor, doppiato da Carlo Cosolo) è il caporedattore del New York Bulletin. Intimo amico di Ben Urich, tenta più volte di farlo desistere dalla sua indagine su Fisk ma, non riuscendoci, decide infine di licenziarlo. Urich teme possa essere la talpa di Fisk all'interno del Bulletin, ma alla fine si rivela innocente e diviene una sorta di mentore per Karen.

#### Shirley Benson
Shirley Benson (interpretata da Suzanne H. Smart) è l'amministratrice del Metro-General Hospital ed il diretto superiore di Claire, nonché un'intima amica di Ben Urich e sua moglie. Donna autoritaria e dal carattere forte, nonostante faccia di tutto per aiutare i suoi pazienti e prendere le difese dei sottoposti si ritrova spesso a doversi sottomettere alle regolamentazioni e alla burocrazia dell'ospedale.

#### Elena Cardenas
Elena Cardenas (interpretata da Judith Delgrado, doppiata da Doriana Chierici) è una dei primi clienti della Nelson & Murdock; vive in un condominio di cui Fisk desidera impossessarsi per la sua opera di "ricostruzione" di Hell's Kitchen. Divenuta col tempo una cara amica di Matt, Foggy e Karen, la signora Cardenas viene spronata a opporsi all'acquisizione dell'edificio, cosa che la porta però a venire assassinata dagli uomini di Fisk.

#### Marci Stahl
Marci Stahl (interpretata da Amy Rutberg, doppiata da Claudia Pittelli) è l'ex-ragazza di Foggy; impiegata presso lo studio legale Landman & Zack, dove Matt e Foggy hanno svolto il loro periodo di stage. Apparentemente superficiale e priva di scrupoli, Marci nasconde in realtà un animo generoso e, spronata anche da Foggy, con cui riallaccia una relazione durante la prima stagione, smaschera la corruzione dei suoi datori di lavoro contribuendo all'arresto di Fisk e venendo in seguito assunta presso lo studio legale Hogarth, Chao & Benowitz, facendovi assumere, qualche tempo dopo, anche Foggy.

#### Stick
Stick (interpretato da Scott Glenn, doppiato da Rodolfo Bianchi) è un misterioso maestro di arti marziali cieco dalla nascita affiliato all'antico ordine dei Casti; ha allenato Matt da bambino per poi andarsene dopo aver capito che questi vedeva in lui una sorta di nuova figura paterna. Nella prima stagione fa brevemente ritorno a Hell's Kitchen per ostacolare i piani di Nobu e della Mano, setta ninja con cui il suo ordine è impegnato in una guerra secolare.

#### Melvin Potter
Melvin Potter (interpretato da Matt Gerald, doppiato da Mauro Magliozzi) è un idiot savant con brillanti doti da progettista costretto a lavorare per Fisk sotto la minaccia di fare del male alla donna che ama, Betsy. Costruisce la tuta di Daredevil dopo che questi gli promette di servirsene per sistemare Fisk; in seguito, diviene un alleato ricorrente del giustiziere cieco.

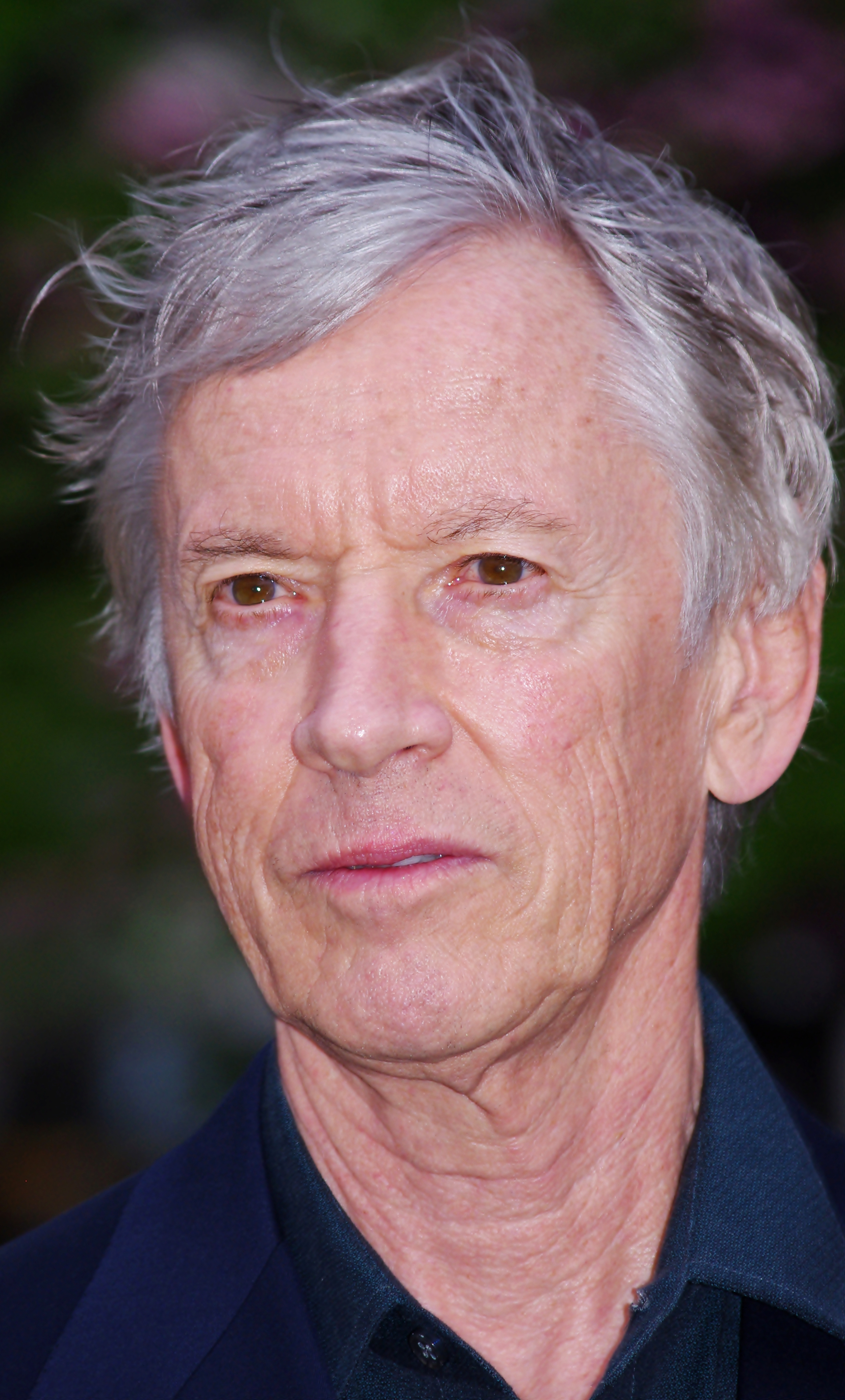
Scott Glenn interpreta Stick

### Introdotti in altre serie televisive

#### Samantha Reyes
Samantha Reyes (interpretata da Michelle Hurd, doppiata da Cinzia De Carolis) è l'infida e immorale procuratrice distrettuale di New York precedentemente apparsa in Marvel's Jessica Jones. Determinata a salvare la propria carriera insabbiando una fallimentare operazione antidroga che ha provocato la morte di numerosi civili, tra cui la famiglia Castle, fa di tutto perché Punisher venga arrestato e giustiziato, cosa che la porta a scontrarsi con la Nelson & Murdock. Viene uccisa dal colonnello Ray Shoonover, che fa ricadere la colpa su Castle per mantenere nascosti i suoi traffici.

### Introdotti nella seconda stagione

#### Louisa Delgado
Louisa Delgado (interpretata da Marilyn Torres) è un'infermiera del Metro General Hospital che lavora con Claire Temple. Viene uccisa dagli assassini della Mano. 

#### Hirochi
Hirochi (interpretato da Ron Nakahara) è un membro di spicco della Mano che lavora come dirigente presso la Roxxon Energy Corporation.

#### Stan Gibson
Stan Gibson (interpretato da John Pirkis) è un contabile della Roxxon che viene ricattato dalla Mano, che ha rapito suo figlio. Stan aiuta Daredevil a trovare informazioni sulla Fattoria, una fabbrica in cui i bambini vengono trasformati in membri della Mano. Daredevil riesce a salvare Stan, suo figlio e gli altri bambini, tuttavia Stan viene ucciso proprio da suo figlio.

## Guest star
Elenco di guest star ricorrenti che sono apparse nella serie in ruoli minori o in camei comunque significativi.

### Introdotti in altre serie televisive
- Jeri Hogarth (interpretata da Carrie-Anne Moss, doppiata da Emanuela Rossi) è un'avvocatessa che assume Foggy dopo che quest'ultimo lascia lo studio Nelson & Murdock.

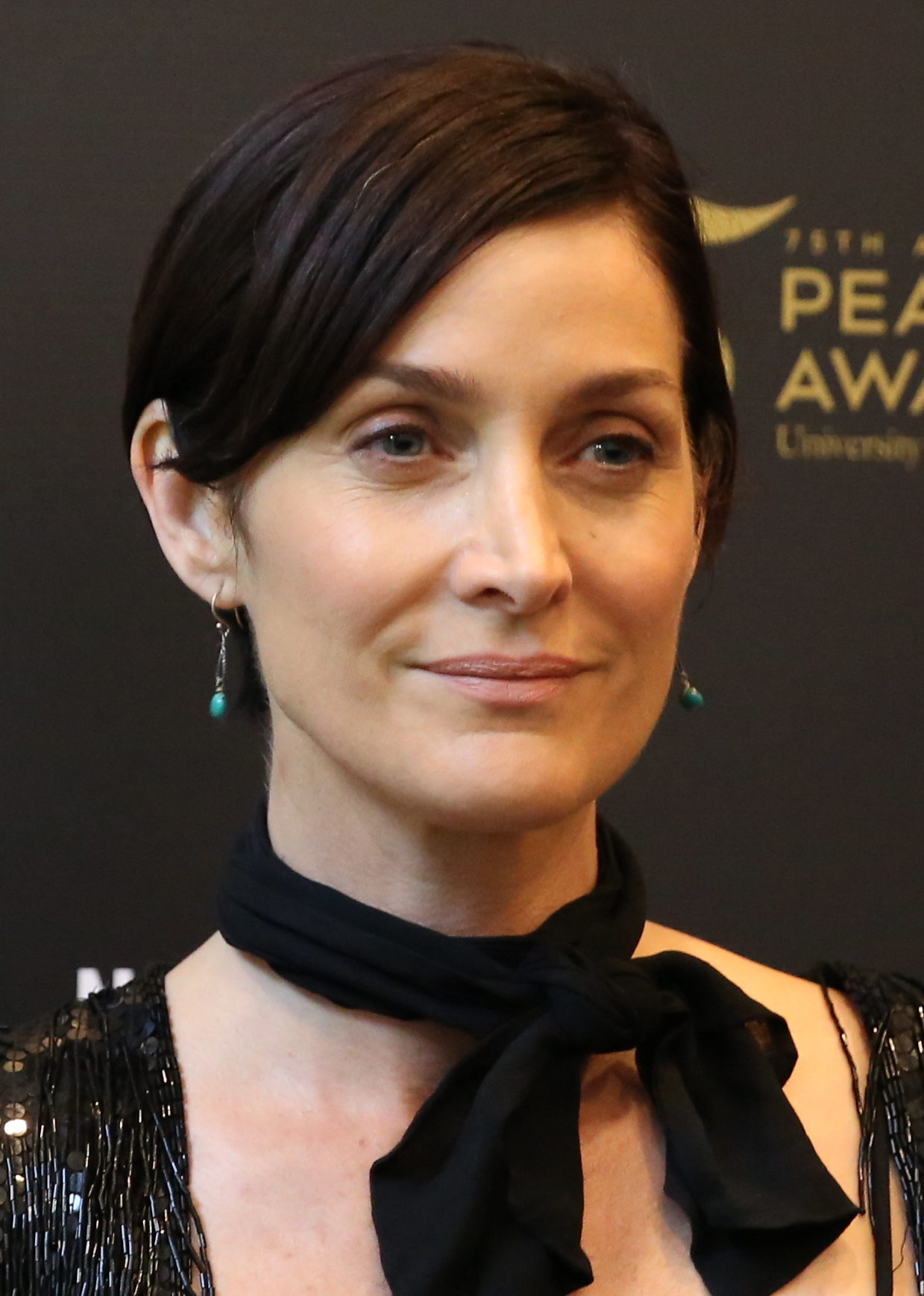
Carrie-Anne Moss interpreta Jeri Hogarth

### Introdotti nella prima stagione
- Battlin' Jack Murdock (interpretato da John Patrick Hayden, doppiato da Christian Iansante) è il padre di Matt Murdock, un boxer professionista che ha cresciuto il figlio da solo e, per assicurargli un futuro, si è rifiutato di perdere un incontro truccato scommettendo su se stesso e lasciando a Matt i soldi della vincita; azione per cui ha pagato con la vita.
- Anatoly Ranskahov (interpretato da Gideon Emery) è un mafioso russo desideroso di farsi un nome negli Stati Uniti assieme al fratello Vladimir.[17] Affiliatisi all'organizzazione di Fisk, quando i loro affari subiscono una serie di danneggiamenti a opera del "vigilante", Anatoly si reca a chiedere aiuto al boss interrompendo una sua cena con Vanessa. Furioso, Fisk lo uccide a mani nude.
- Roscoe Sweeney (interpretato da Kevin Nagle) è un giocatore d'azzardo e l'appaltatore di incontri di boxe truccati presso cui lavora Jack Murdock; dopo che questi gli fa perdere un'enorme somma di denaro vincendo un incontro che doveva perdere, Sweeney lo fa uccidere ed entra in latitanza. Rintracciato diversi anni dopo da Matt grazie a Elektra, Sweeney viene consegnato alla polizia.
- Stone (interpretato da Jasson Finney) è un alleato di Stick.
- Bill Fisk (interpretato da Domenick Lombardozzi, doppiato da Fabrizio Pucci) è il violento e alcolizzato padre di Wilson Fisk, abusivo sia con la moglie che col figlio, viene ucciso da quest'ultimo che, da allora, indossa i suoi gemelli come una sorta di trofeo.
- Marlene Vistain (interpretata da Phyllis Somerville e Angela Reed, rispettivamente doppiate da Paila Pavese e Laura Boccanera) è la madre di Wilson Fisk, la sua complice nell'occultamento del cadavere del marito e una delle poche persone cui è legato da sentimenti d'affetto.
- Randolph Cherryh (interpretato da Jonathan Walker) è il corrotto senatore dello stato di New York, viene arrestato dall'FBI non appena emergono i suoi legami con Fisk.

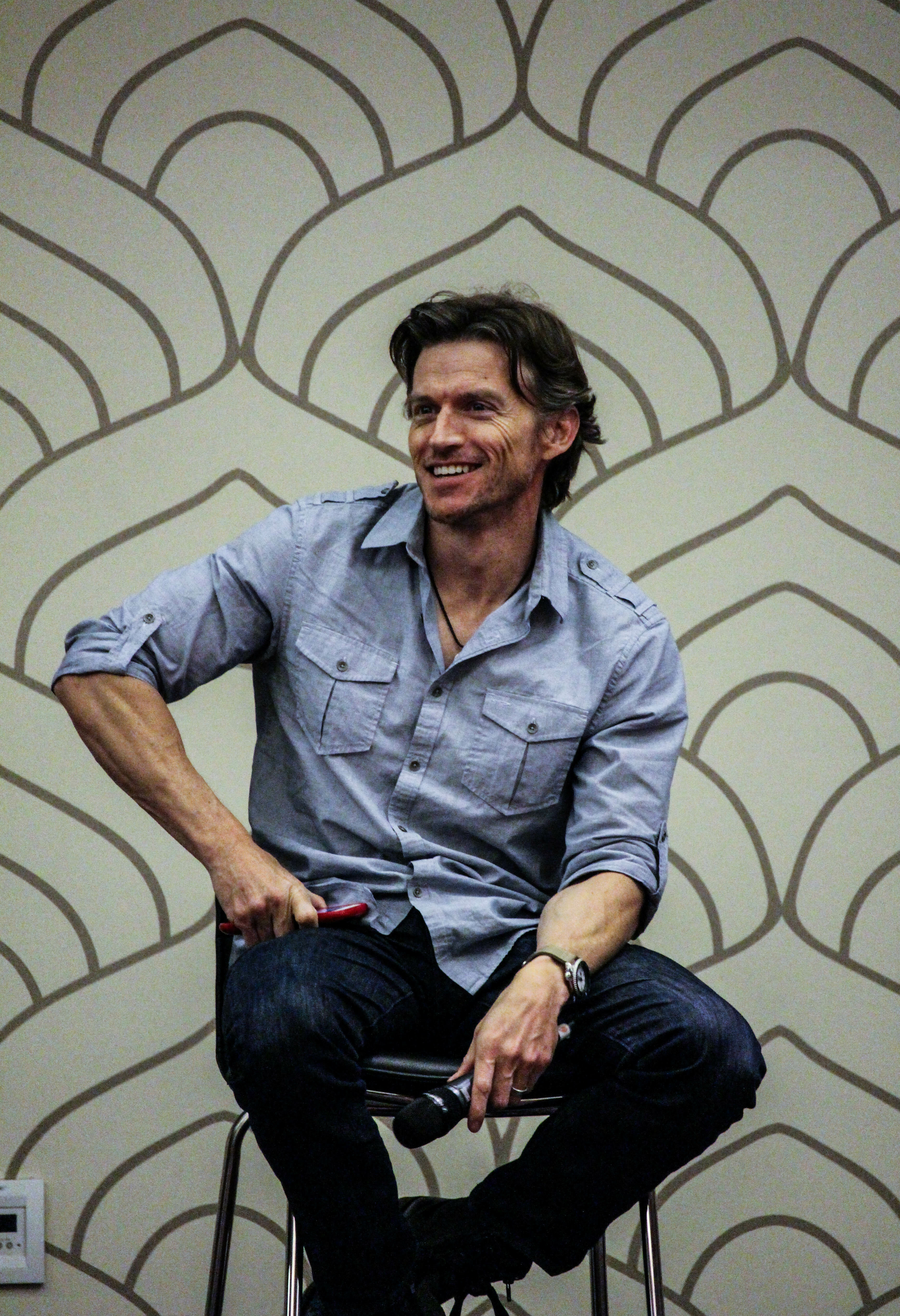
Gideon Emery interpreta Anatoly Ranskahov
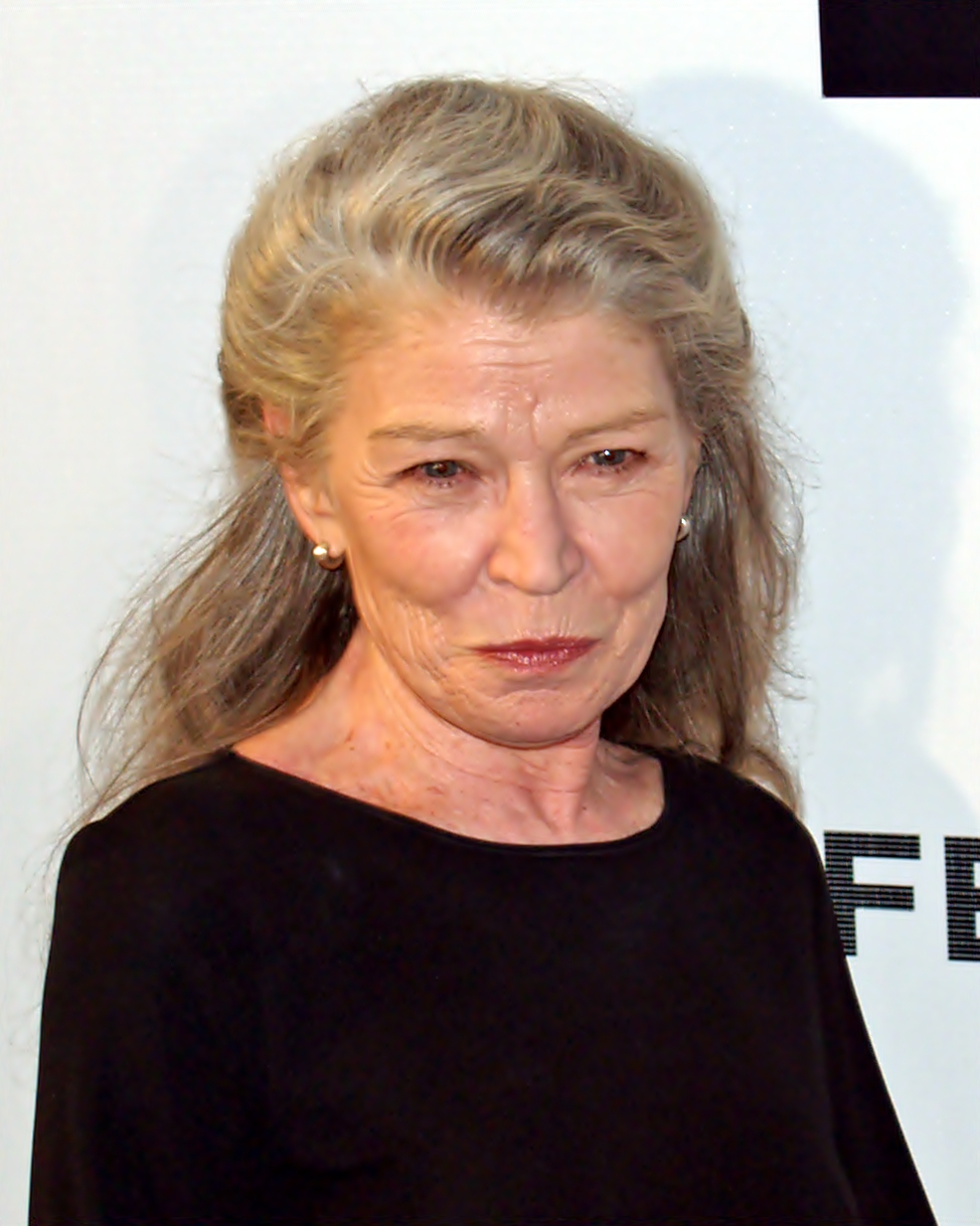
Phyllis Somerville interpreta Marlene Vistain da anziana

### Introdotti nella seconda stagione
- Elliot "Grotto" Grote (interpretato da McCaleb Burnett, doppiato da Valerio Sacco) è un criminale di poco conto affiliato alla mafia irlandese[26] che viene preso di mira e infine ucciso da Punisher nonostante avesse chiesto aiuto alla Nelson & Murdock.
- Finn Cooley (interpretato da Tony Curran, doppiato da Alberto Bognanni) è un violento e instabile gangster irlandese il cui figlio viene ucciso da Punisher, che lo deruba di oltre un milione di dollari; desideroso più di recuperare il denaro che di vendicare il primogenito, Cooley inizia una caccia all'uomo per tutta Hell's Kitchen riuscendo a trovare il vigilante e a torturarlo sebbene poi questi si liberi e lo uccida.
- Ray Shoonover / Blacksmith (interpretato da Clancy Brown, doppiato da Massimo Lopez) è un colonnello dei Marine e l'ex-comandante di Frank Castle nonché, segretamente, un potente signore della droga responsabile dell'omicidio della famiglia Castle. Viene ucciso dall'ex-sottoposto non appena questi scopre la sua identità.
- Benjamin Donovan (interpretato da Danny Johnson) è l'avvocato di Fisk nonché suo braccio destro dopo la morte di Wesley.
- Star (interpretato da Laurence Mason) è un membro dei Casti ucciso da Stick per proteggere Elektra.

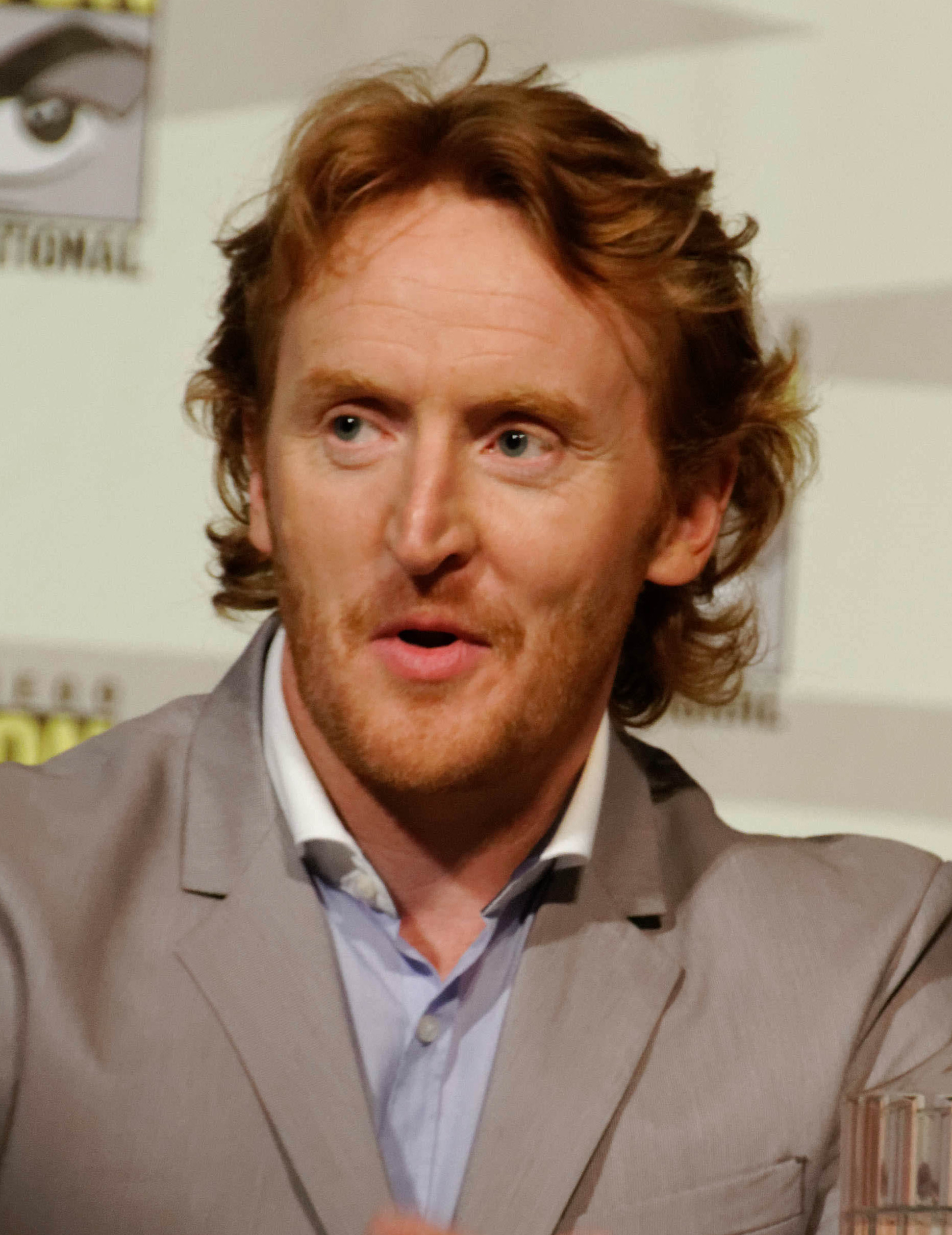
Tony Curran interpreta Finn Cooley
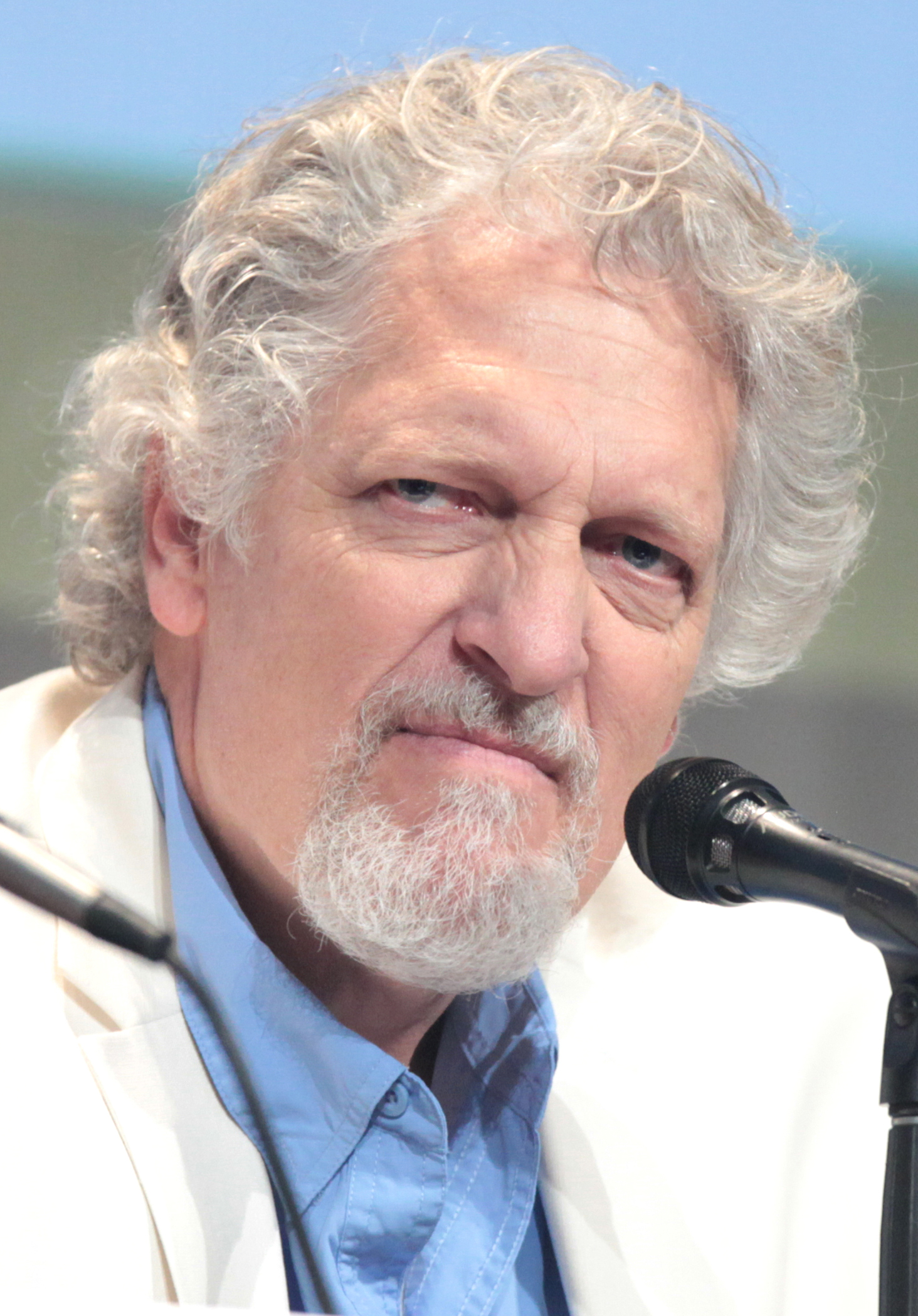
Clancy Brown interpreta Ray Shoonover / Blacksmith
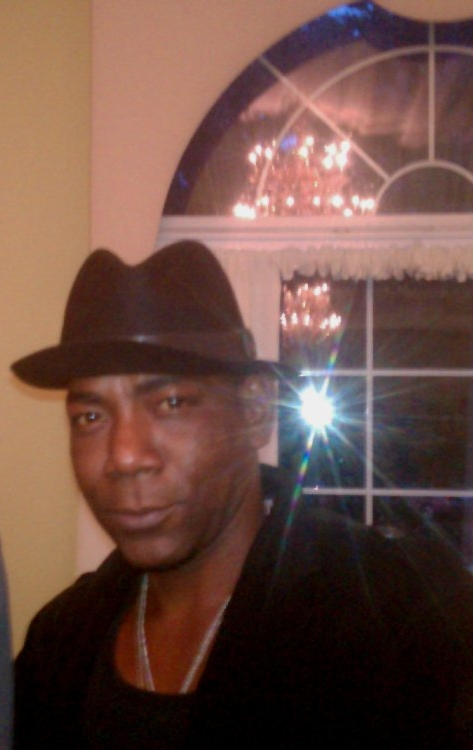
Laurence Mason interpreta Star